# 康熙字典
《康熙字典》是一部成書於清朝康熙五十五年（1716年）的漢字字典，記錄了當時漢語中漢字的點畫寫法、音讀和義訓。作爲自漢代《說文解字》以來的字典之集大成者，於康熙年間由文華殿大學士兼户部尚書張玉書及經筵講官、文淵閣大學士兼吏部尚書陳廷敬擔任主编，参考明代的《字汇》、《正字通》两书而經愈六年編纂完成，重印至今不輟。

## 歷史

### 敕編至刊行
康熙四十九年三月乙亥（初十）（西元1710年4月8日，星期二）下詔始修《康熙字典》，設總閱官張玉書、陳廷敬，另有史夔、吳世燾、萬經、劉巗、周起渭、蔣廷錫、汪漋、勵廷儀、張逸少、趙熊詔、涂天相、王雲錦、賈國維、劉灝、梅之珩、陳璋、陳邦彥、王景曾、淩紹雯等二十八人任纂修官。康熙五十年張玉書病逝、賈國維因“行止不端”被革職，劉巗亦因《南山集》案被「革職僉妻，流三千里」，陳廷敬於五十一年四月逝世，五十二年淩紹雯、史夔先後辭世，五十三年周起渭去世。康熙五十五年（1716年）頒行，歷時六年。

### 王錫侯《字貫》案
乾隆四十二年（1777年），王锡侯著《字贯》一书，首次指出《康熙字典》在引证、释义等方面的缺點，然因對皇帝私名未做避諱缺筆處理，照大逆律處斬，其著作也被付之一炬，是為字貫案。

### 傳入日本
康熙五十五年刊行後，即傳入日本。日本安永九年（1780年，乾隆四十五年），都賀庭鍾、都賀枚春著有《字典琢屑》。

### 續作
1915年中華書局以《康熙字典》為藍本編寫《中華大字典》；1918年又以《中華大字典》為藍本編寫《實用大字典》。

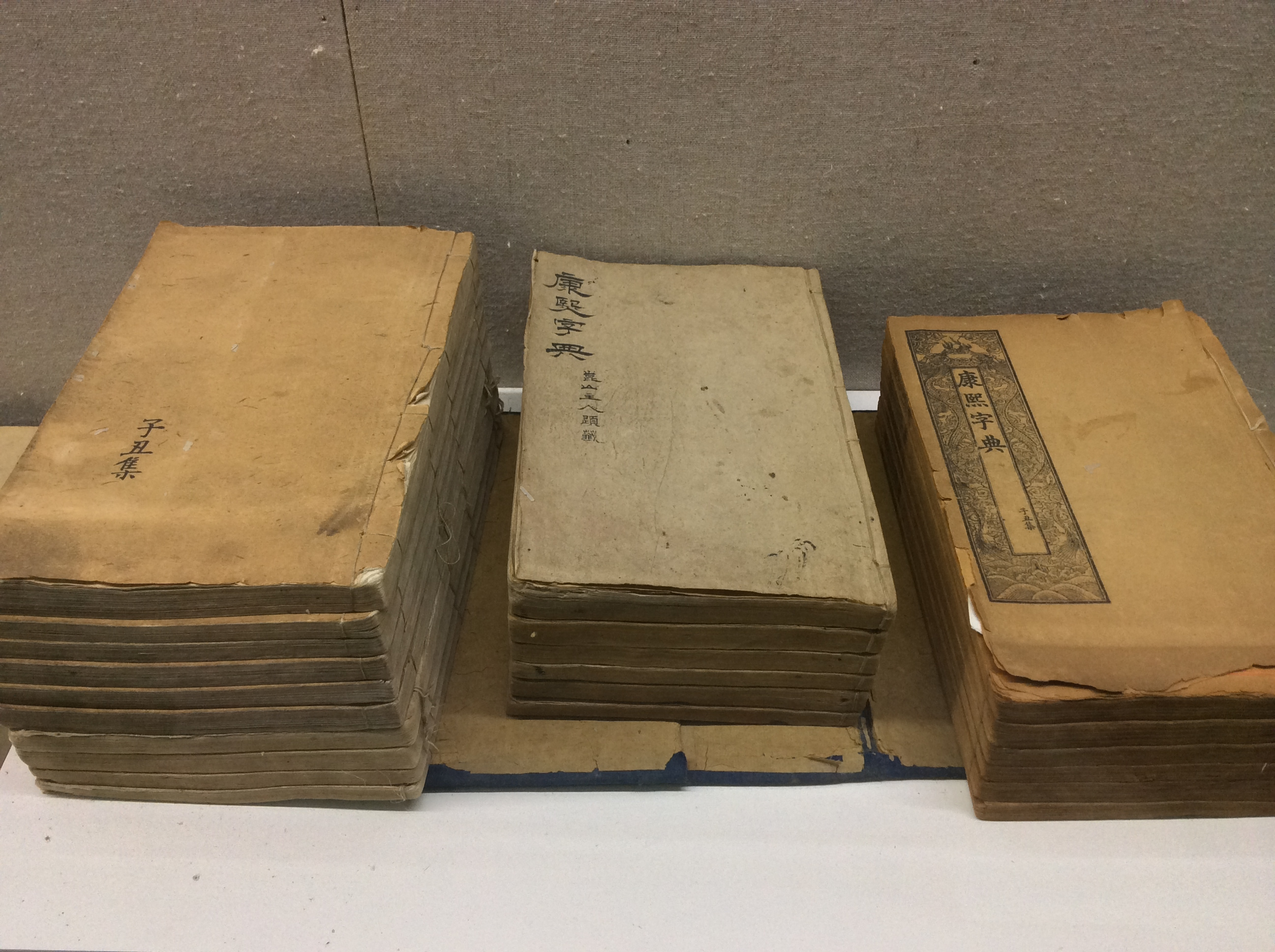
在中國山西省晉城市中華字典博物館展出的《康熙字典》。

## 構成
《康熙字典》共載47,043字頭。書按地支分為十二集，每集再分为上、中、下3卷，構成正文共36卷。以214个部首分类，一一列出《廣韻》、《集韻》、《韻會》、《唐韻》等韵书的音切，并注有「反切」、「直音」兩種注音。出處、及参考等，多引《尚書》、《孟子》、《莊子》、《荀子》、《史記》、《左傳》等經、史、子、集之書為證。書中並按韻母、聲調以及音節分類排列韻母表及其對應漢字，另外附有《字母切韻要法》和《等韻切音指南》。
序中稱本書「古今形體之辨，方言聲氣之殊，部分班列，開卷了然。無一義之不詳，一音之不備矣。」

## 價值及影響
康熙字典承自有字書以來的歷史學術成果，又開先例，是爲中國古代第一部收字宏富、規模巨大、價值極高、影響廣泛的大型漢字字典，被稱爲中國辭書史上的一座豐碑，對中國辭書編纂史的研究有重大意義。且爲世上第一部以「字典」命名的字書。此書注重對汉字结构的分析和詞義的辨析。
依照清代法律规定，凡读书人策应科举考试，书写字形必须以此書为正誤标准。因此，该书对学术界影响很大，成書之後，流行極廣，至今仍不失为一本有价值的语文工具书。其影響至今仍在漢字文化圈仍有體現，至今各國辭書乃至於統一碼仍有使用康熙字典的部首順序排列。康熙字典所載字體成爲印刷字體標準，至今的計算機字體仍有康熙字典的痕跡。《康熙字典》中收錄的部首偏旁也統一碼中被單獨編碼。

## 版本
《康熙字典》清朝內務府所發行的初版，稱爲內府本或殿版、武英殿版等。此外清代有各種木刻版。1780年，在日本出現木版翻刻版康熙詞典，稱爲安永本。晚清时，上海出现了好幾種影印本，中华书局过去曾用同文书局的影印本为底本制成锌版，现在利用存版重印，并附王引之《字典考证》於后，以供参考。也有部分古籍出版社将《康熙字典》按照现代汉字字典版式重新排版，并附带笔画、拼音检索等。

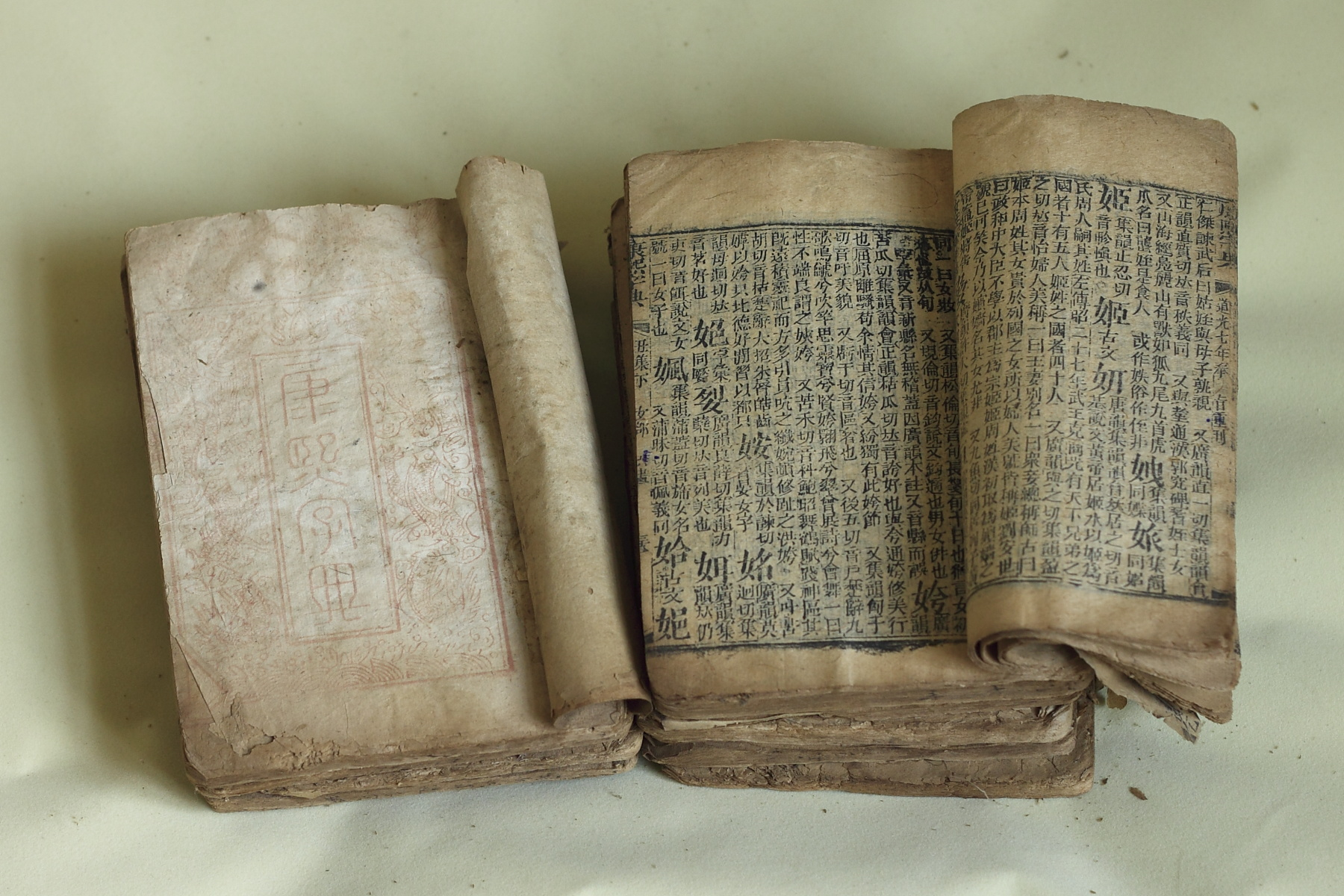
道光七年（1827年）重刊版
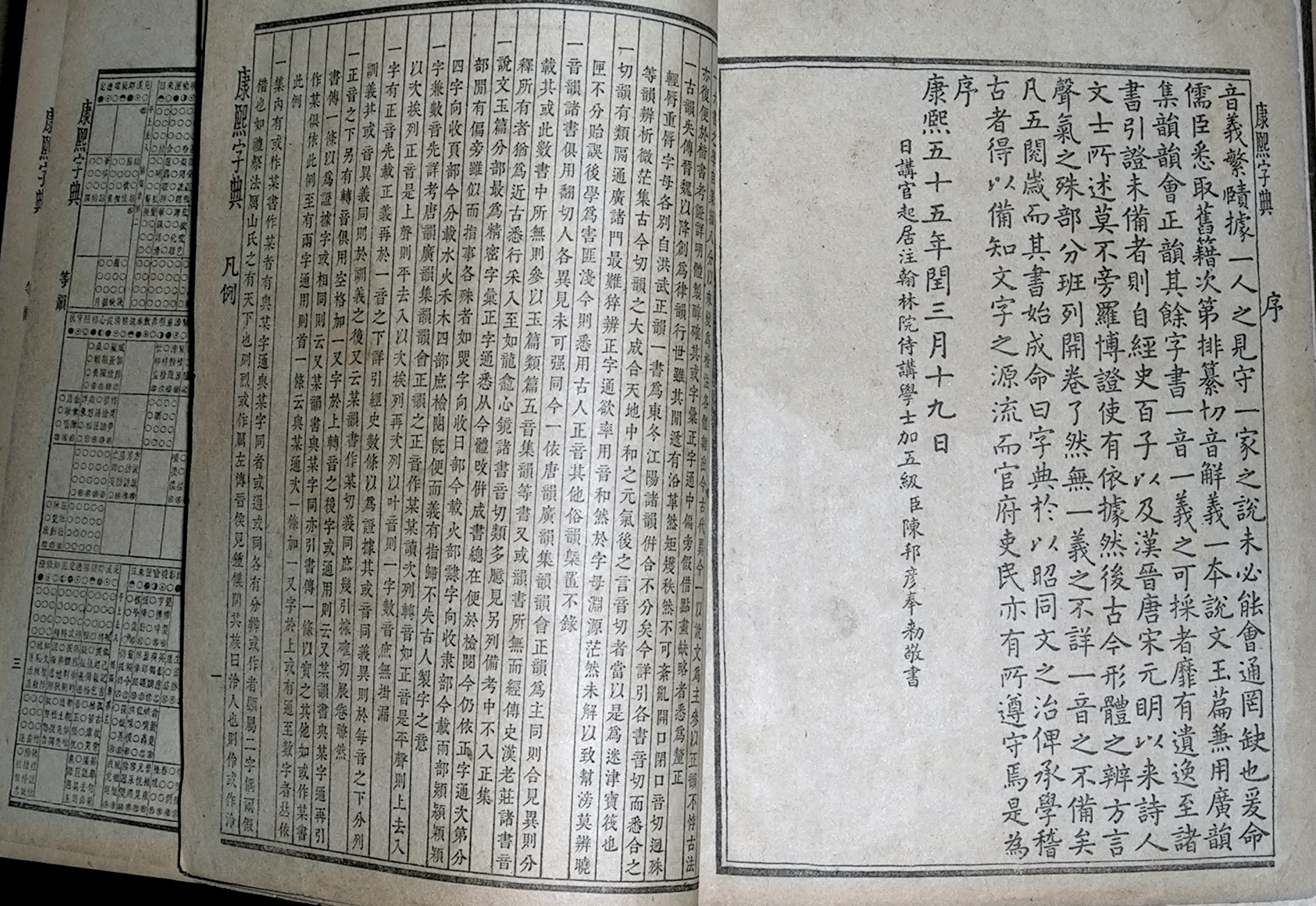
20世纪初廣益書局版
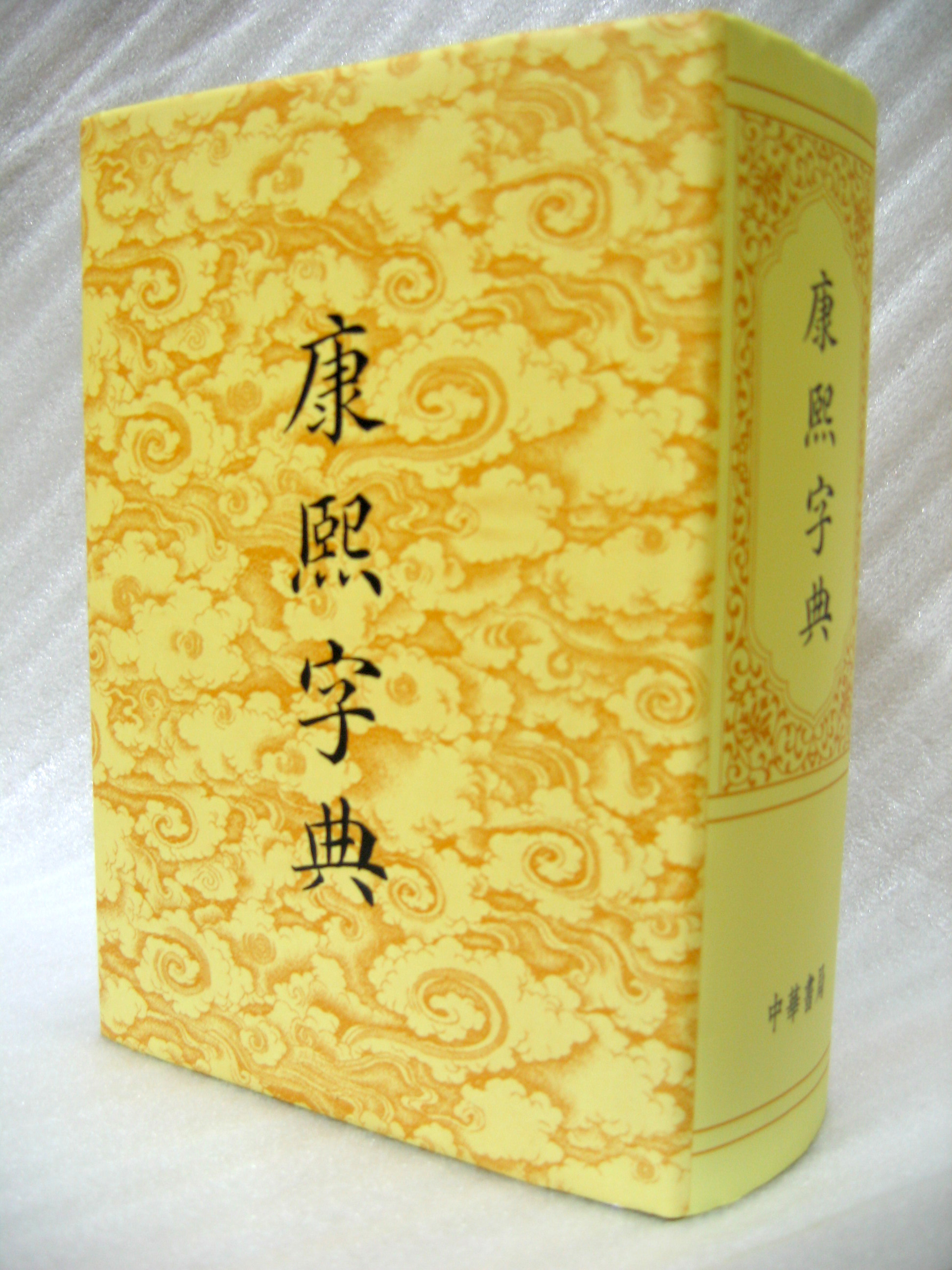
2005年香港中華書局版
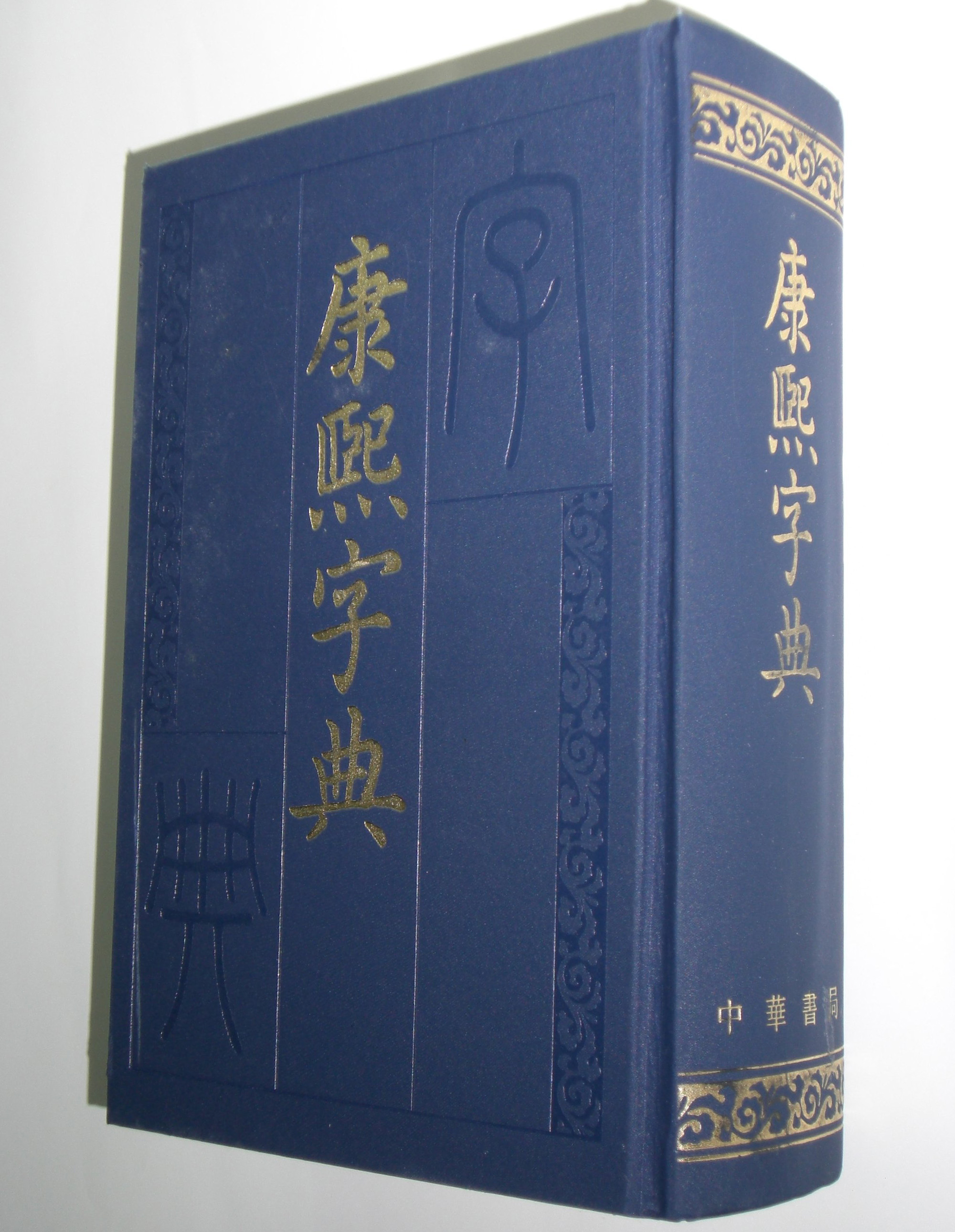
2007年北京中華書局版

## 延伸阅读
[在维基数据编辑]
 在维基文库阅读本作品原文（ 在维基共享资源阅览影像）
 《御定康熙字典 (四庫全書本)》

## 外部連結
- 康熙字典網上版 （页面存档备份，存于）
- 漢典（供查詢單字在康熙字典中的內容） （页面存档备份，存于）
- 在線康熙字典查詢 （页面存档备份，存于）
- 康熙字典 （页面存档备份，存于） 線上康熙字典快速查詢
- 開放康熙字典 （页面存档备份，存于）
- 訂正康熙字典 EPUB版 （页面存档备份，存于）
- TypeLand 康熙字典體 （页面存档备份，存于）（简体中文）（由中国字体设计师厉向晨基于道光版《康熙字典》而開發的字體）
- 康熙字典體傳承版 （页面存档备份，存于）（《康熙字典網上版》2022年重新校對《康熙字典》字頭所開發的字體）